# Чурилово (Речанское сельское поселение)
Чурилово — деревня в Торопецком районе Тверской области. Входит в состав Реча́нского сельского поселения.

## География
Деревня расположена в 16 километрах к юго-западу от районного центра, города Торопец и в 8 километрах к западу от центра сельского поселения, деревни Речане. Ближайшие населённые пункты — деревни Крест и Каменка.
Климат
Деревня, как и весь район, относится к умеренному поясу северного полушария и находится в области переходного климата от океанического к материковому. Лето с температурным режимом +15…+20 °С (днём +20…+25 °С), зима умеренно-морозная −10…−15 °С; при вторжении арктических воздушных масс до −30…-40 °С.
Среднегодовая скорость ветра 3,5—4,2 метра в секунду.
Часовой пояс
Деревня Чурилово, как и вся Тверская область, находится в часовой зоне МСК (московское время). Смещение применяемого времени относительно UTC составляет +3:00.

## История
На топографической карте Фёдора Шуберта 1867 — 1901 годов обозначена деревня Чурилово. Имела 2 двора.
В списке населённых мест Псковской губернии за 1885 год значится деревня Чурилово (Щеблыки). Располагалась при безымянной речке в 15 верстах от уездного города. Входила в состав Хворостьевской волости Торопецкого уезда. Имела 3 двора и 26 жителей.
На карте РККА 1923—1941 годов обозначена деревня Чурилово. Имела 14 дворов.

## Население
| 2010 |
| ---- |
| 8    |

В 2002 году население деревни составляло 6 человек.
Национальный состав
Согласно результатам переписи 2002 года, в национальной структуре населения русские составляли 83 % от жителей.